# Agapetus malleatus
Agapetus malleatus là một loài Trichoptera trong họ Glossosomatidae. Chúng phân bố ở miền Tân bắc.